# UMAG Classic (vrouwen)
De UMAG Classic Ladies is een eendaagse wielerwedstrijd voor vrouwen die in 2023, onder de naam Trofej Umag Ladies, voor het eerst werd georganiseerd naast de al bestaande manneneditie. De wedstrijd wordt begin maart op het schiereiland Istrië in Kroatië verreden, vlak voor de POREČ Classic.

## Lijst van winnaressen

### Overwinningen per land
| Overwinningen | Land   |
| ------------- | ------ |
| 3             | Italië |